# Кото (специальный район)
Кото  (яп. 江東区 Ко:то:-ку) — один из 23 специальных районов Токио. По состоянию на 1 мая 2020 года численность населения составляла 524 354 человека, плотность — 13,057 чел./км². Общая площадь составляла 40,16 км².

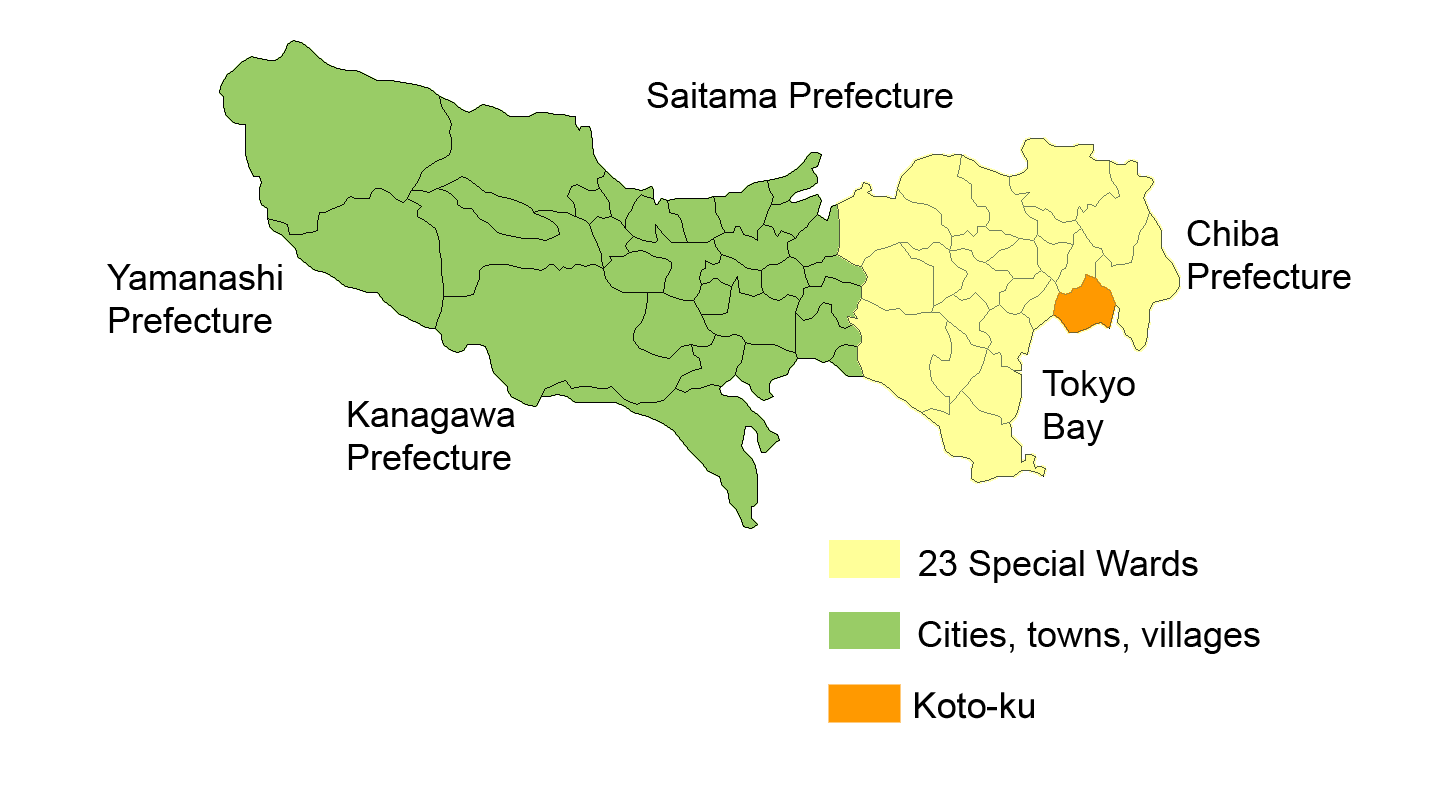
Район Кото на карте

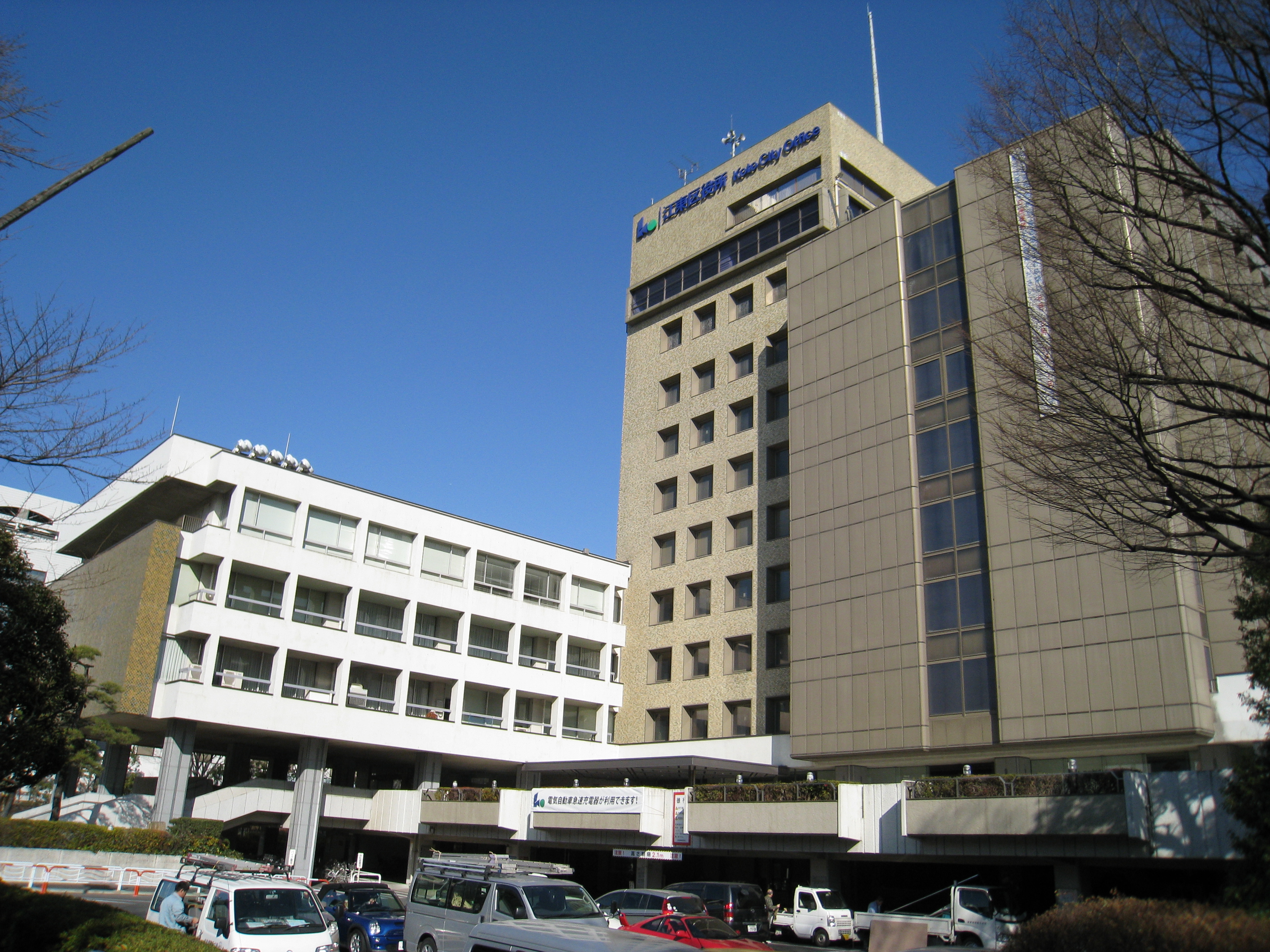
Мэрия района Кото

Кото расположен к востоку от центра Токио, ограничен реками Сумида на западе и Аракава на востоке. Занимает побережье Бухты Токио, между районами Тюо и Эдогава. Основные кварталы — Киба, Ариакэ, Камэйдо, Тоё-тё, Мондзэннака-тё, Фукагава, Киёсуми, Сиракава, Эттюдзима, Сунамати, Аоми.

## История
Западная часть Кото ранее была частью района Фукагава. Кото серьёзно пострадал во время землетрясения в Канто (1923) и подвергся сильным бомбардировкам во время Второй мировой войны. Специальный район Кото был основан 15 марта 1947 года, в результате слияния районов Фукагава и Йото.

## Экономика
В Кото базируются корпорации «Исикавадзима-Харима» (тяжёлое машиностроение), «НЭК Софт» (программное обеспечение), «Юнисис Джапан» (компьютерное оборудование), «Эн-Ти-Ти Дейта» (телекоммуникации), «Арудзэ» (игорный бизнес, игорное оборудование и видеоигры), «Даймару Мацудзакая» (сеть универмагов), «Аутобакс Севен» (розничная торговля), «Мэйдзи Дейриз» и «Яматанэ» (пищевые продукты), «Ибекс Эйрлайнз» (авиаперевозки). В районе расположены торговые центры и универмаги «ЛаЛаПорт», «Венус Форт», «Шопперс Плаза», «Сан Стрит», «Супер Аутобакс», «Дайей», «Токю Хендс» и «Атре», а также выставочные комплексы «Токио Биг Сайт» и «МегаВеб» («Тойота»), Токийский Хелипорт (аэродром для вертолётов) и телецентр «WOWOW».
- Sony имеет отделение в «Ariake Business Center»[2]
- SETA Corporation имела свою штаб-квартиру в Кото[3].

## Достопримечательности
- Ночной клуб Ageha
- Токийский музей современного искусства
- Сад Киёсуми
- токио биг-саите
- Токийский национальный музей новой науки и инноваций «токио кагаку мираикан»

В Кото расположено несколько высотных зданий, в том числе 52-этажный «Парк Сити Тоёсу Билдинг» (180 м).

## Города-побратимы
- Канада, Суррей, Британская Колумбия

## Галерея

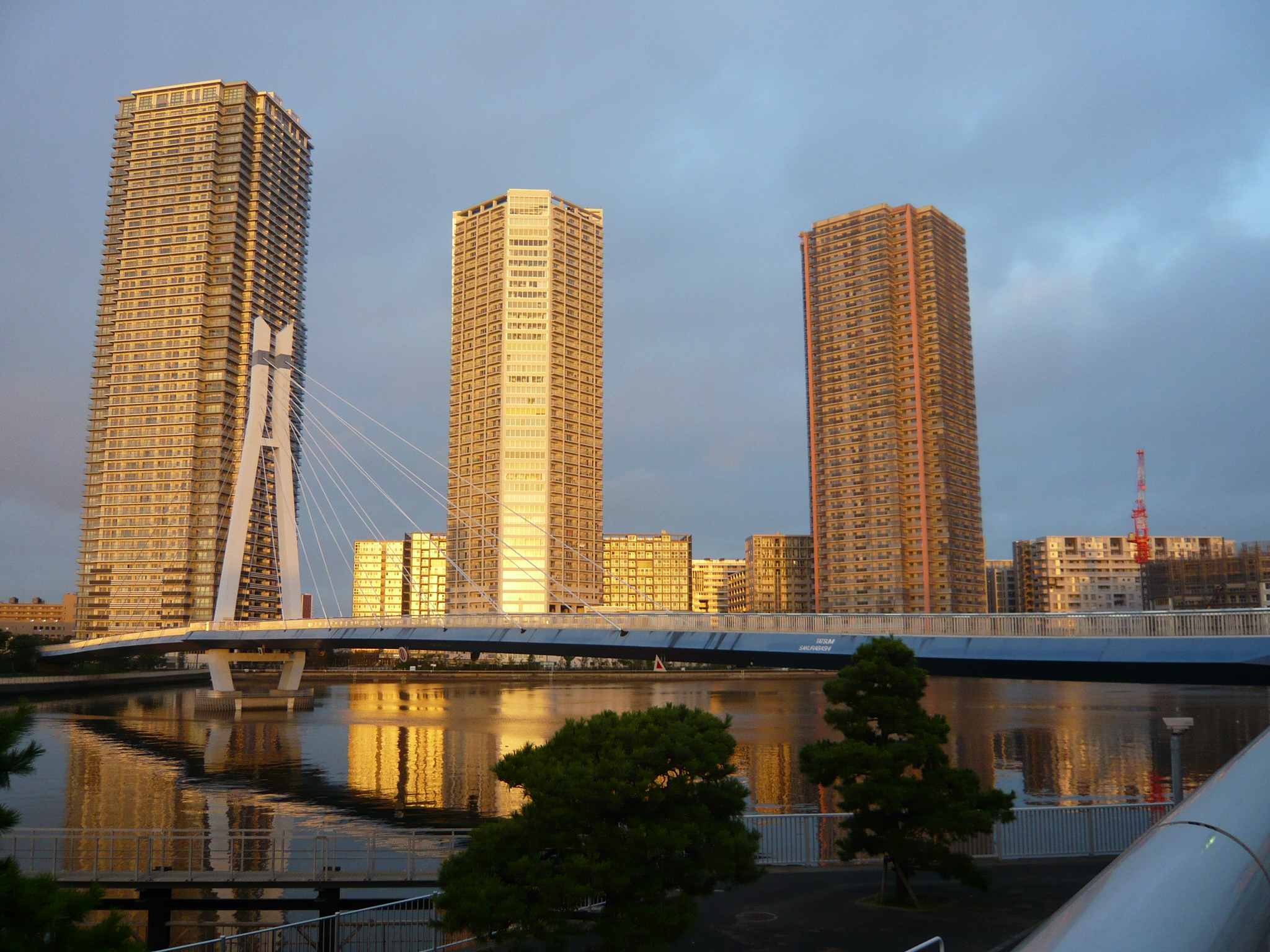
Мост Тацуми Сакура
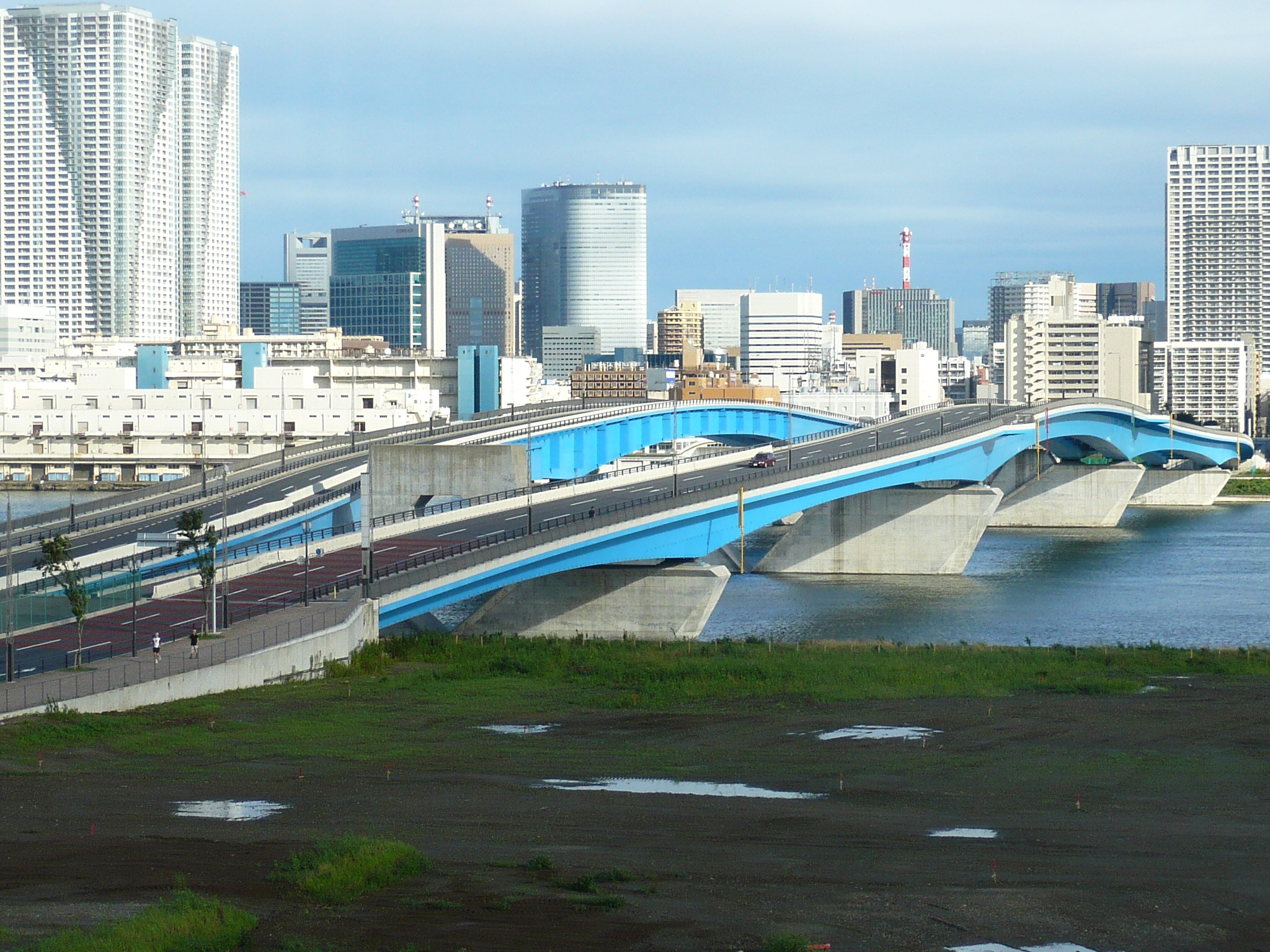
Мост Грейт Харуми
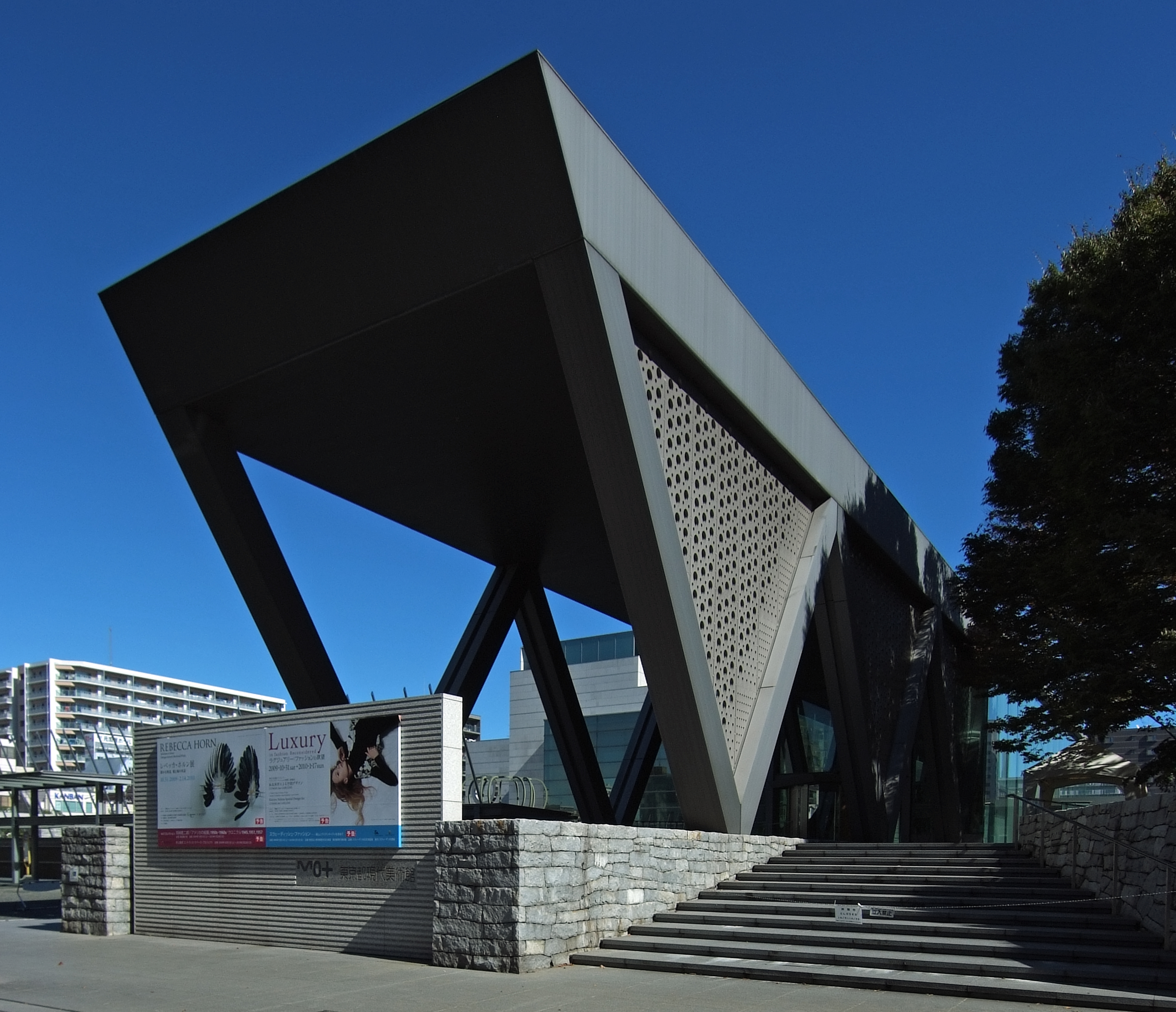
Токийский музей современного искусства
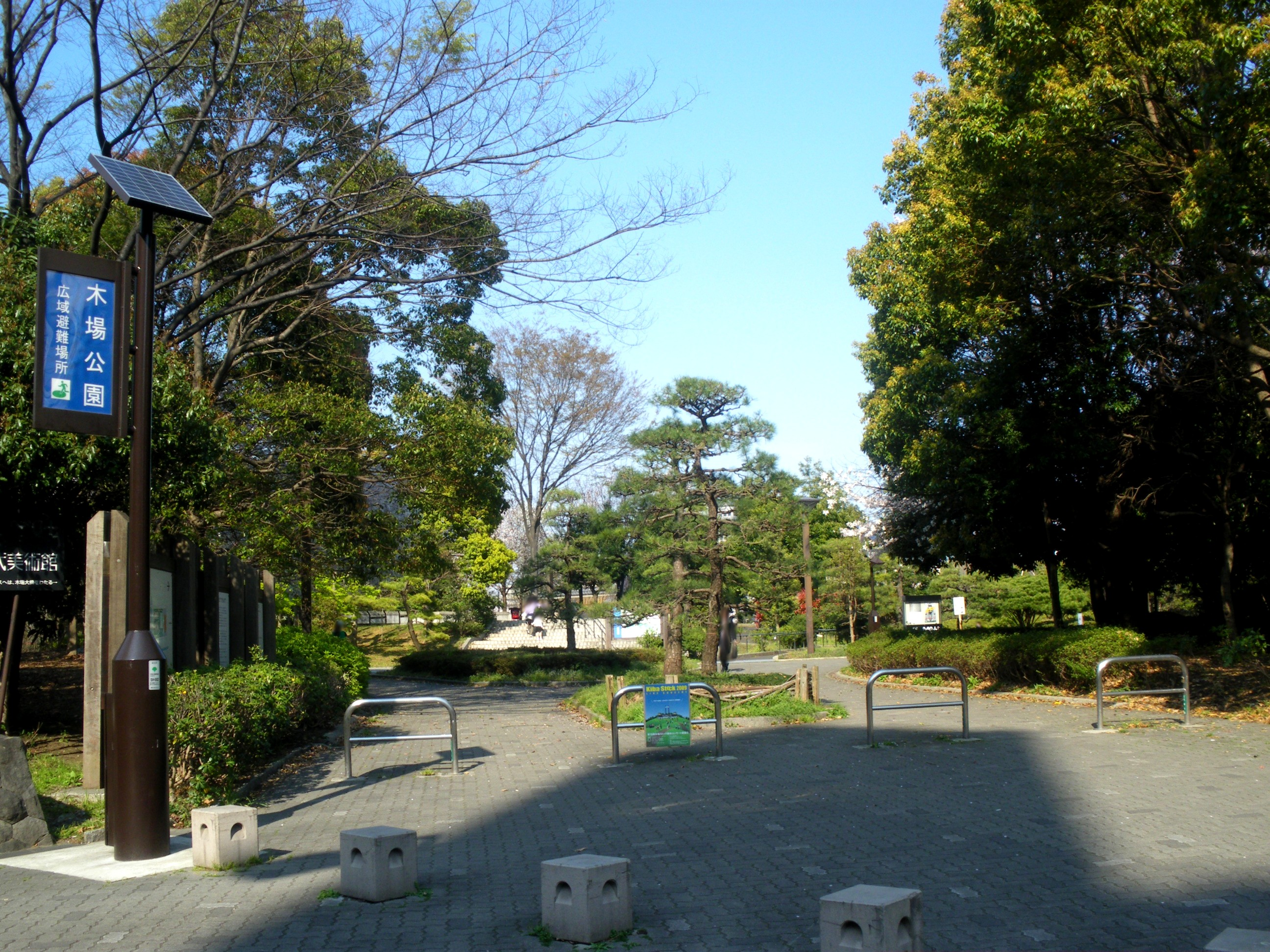
Парк Киба